# شهرستان خوموتوف
ناحیهٔ خوموتوو (به چکی: Chomutov District) یک ناحیه در جمهوری چک است که در منطقه اوستی ناد لابم واقع شده‌است. ناحیهٔ خوموتوو ۹۳۵٫۳ کیلومتر مربع مساحت و ۱۲۵٬۲۳۱ نفر جمعیت دارد.